# Swoon (chanson)
Pour les articles homonymes, voir Swoon.
 (août 2020).
Si vous disposez d'ouvrages ou d'articles de référence ou si vous connaissez des sites web de qualité traitant du thème abordé ici, merci de compléter l'article en donnant les références utiles à sa vérifiabilité et en les liant à la section « Notes et références ».
Singles de The Chemical Brothers
Escape Velocity
(2010) Another World
(2010)
Swoon est une chanson du duo britannique The Chemical Brothers, sortie en 2010 comme premier single officiel de leur album Further. Le duo l'a jouée à plusieurs reprises dans ses DJ sets avant de la publier.
Le 6 mai 2010, une vidéo officielle du montage radio est mise en ligne sur la page YouTube officielle de Parlophone pour le single. L'édition radio de Swoon sort en téléchargement numérique sur iTunes le 9 mai 2010. La chanson entre au numéro 100 dans le UK Singles Chart, ce qui constitue à ce moment le plus timide démarrage d'un single du groupe. Swoon monte finalement peu à peu à la 88e, puis 85e place.
Le 16 mai 2010, la chanson apparaît sur un CD gratuit offert par The Times, simplement titré The Chemical Brothers. Seule la version radio y est présentée.
Un remix de Swoon par Boys Noize figure sur la bande originale de Pro Evolution Soccer 2012.

## Liste des pistes
1. Swoon (radio edit) - 3:06

## Clip vidéo
Le clip de Swoon a été réalisé par Marcus Lyall et le collaborateur de longue date du duo Adam Smith. Il est produit par la branche américaine de Black Dog Films et RSA Films.
La vidéo est une combinaison d'éléments tirés des visuels de Swoon et Dissolve dans le film d'accompagnement de l'album.
Gavin Free (en) a déclaré dans l'épisode 215 du podcast Rooster Teeth qu'il avait travaillé sur le clip vidéo.

## Performances du graphique
Swoon a fait ses débuts sur le UK Dance Chart le 16 mai 2010 au numéro 13, avant de tomber au numéro 27 la semaine suivante. Le 30 mai 2010, le single est tombé au numéro 30, avant de grimper au numéro 22 à sa quatrième semaine dans le classement. Lors de la sortie de l'album, il a atteint son pic, en 12e position, tandis qu'il entrait au numéro 88 au UK Singles Chart.
| Année 2010 | Classement | - | Royaume-Uni (UK Dance Chart) | 12 | - |